# Karcewo (rejon wołogodzki)
Karcewo (ros. Карцево) – wieś w Rosji, w rejonie wołogodzkim obwodu wołogodzkiego. W 2010 r. liczyła 20 mieszkańców.